# Olios coccineiventris
Olios coccineiventris là một loài nhện trong họ Sparassidae.
Loài này thuộc chi Olios. Olios coccineiventris được Eugène Simon miêu tả năm 1880.